# Аймар Шер
Аймар Хазар Шер (суах. Aimar Hazar Sher, нар. 20 грудня 2002, Кіркук, Ірак) — шведський футболіст іракського походження, півзахисник італійського клубу «Спеція» та молодіжної збірної Швеції.

## Біографія
Аймар Хазар Шер народився у Іраку у місті Кіркук та вже у віці чотирьох років разом з родиною він перебрався до Швеції.

## Клубна кар'єра
Футболом Шер почав займатися у Стокгольмі. У 2014 році він приєднався до футбольної академії столичного клубу «Гаммарбю». Свою дебютну гру в основі Шер провів у серпні 2019 року у матчі другого раунду Кубка Швеції. У вересні футболіст дебютував у чемпіонаті Швеції.
У 2020 році для набору ігрової практики футболіста було відправлено до клубу Супереттан «Фрей», де футболіст провів шість поєдинків.
У серпні 2021 року Шер підписав п'ятирічний контракт з італійським клубом «Спеція». Сума трансферу становила близько 2,5 млн євро.

## Збірна
З 2018 року Аймар Шер виступає за юнацькі та молодіжну збірна Швеції.

## Особисте життя
Своє перше ім'я Аймар футболіст отримав на честь аргентинського футболіста Пабло Аймара.

## Досягнення
Гаммарбю
 Переможець Кубка Швеції: 2020/21